# Die Wache Hamburg
Die Wache Hamburg ist eine deutsche Doku-Soap des Fernsehsenders RTL II. Sie wurde von dem Kölner Unternehmen filmpool produziert und ab dem 9. Januar 2017 montags bis freitags am späten Nachmittag ausgestrahlt. Bis Ende Januar wurden rund 80 Folgen gedreht, die bis Mai 2017 ausgestrahlt wurden.

## Inhalt
Die Serie vermittelt einen Einblick in den oft spannenden Berufsalltag von elf Polizisten, die der „Wache Hamburg“ angehören. Auch die zwischenmenschlichen Beziehungen kommen nicht zu kurz, wobei auch der jeweilige Lebenslauf das Handeln einen Einzelnen bestimmen kann und von Bedeutung ist.

## Besetzung

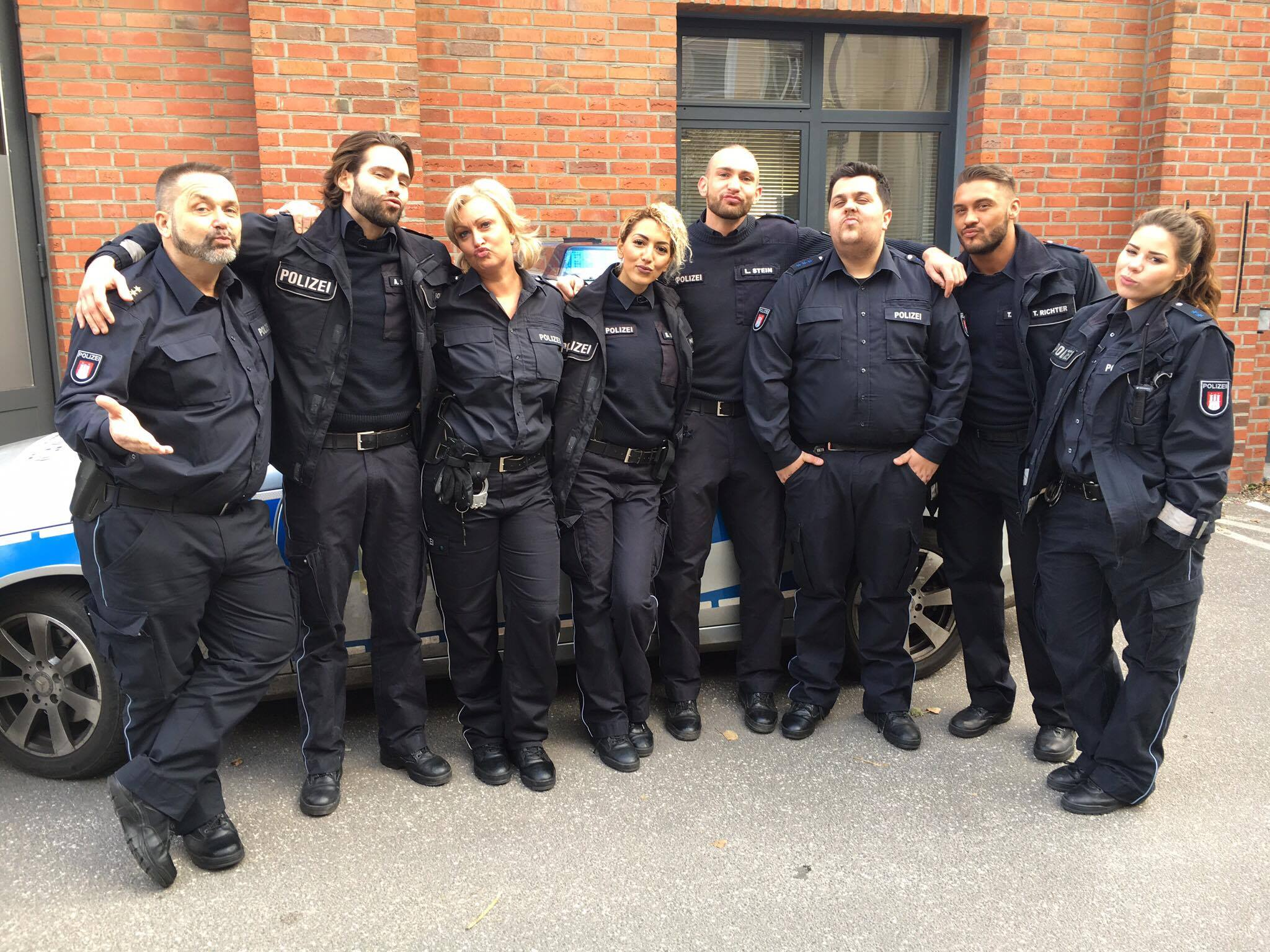
Einige der Polizisten vor der Wache (v. li. : Frank Köhler, Alex Sommer, Nadine Heinrich, Selin Sanders, Luca Stein, Basti Petersen, Tom Richter, Lena Schäfer.)

| Darsteller           | Rollenname                     | Dienstgrad           | Episoden | Jahr(e) |
| -------------------- | ------------------------------ | -------------------- | -------- | ------- |
| Olaf Lange           | Frank Köhler                   | Polizeioberrat       | 1–80     | 2017    |
| Romi Hombach         | Sofia Nowak                    | Polizeimeisterin     | 1–80     | 2017    |
| Felix Hoeldtke       | Kai Sebastian „Basti“ Petersen | Polizeiobermeister   | 1–80     | 2017    |
| Sascha Habich        | Tom Richter                    | Polizeiobermeister   | 1–80     | 2017    |
| Amira Khalfaoui      | Selin Sanders                  | Polizeiobermeisterin | 1–80     | 2017    |
| Lidia Delgado Fortes | Lena Schäfer                   | Polizeiobermeisterin | 1–80     | 2017    |
| Almondy Rose         | Alex Sommer                    | Polizeioberkommissar | 1–80     | 2017    |
| Pat Davidson         | Luca Stein                     | Polizeiobermeister   | 1–80     | 2017    |
| Thomas Wasik         | Moritz Wegner                  | Polizeiobermeister   | 1–80     | 2017    |

## Einzelheiten zu den Beamten

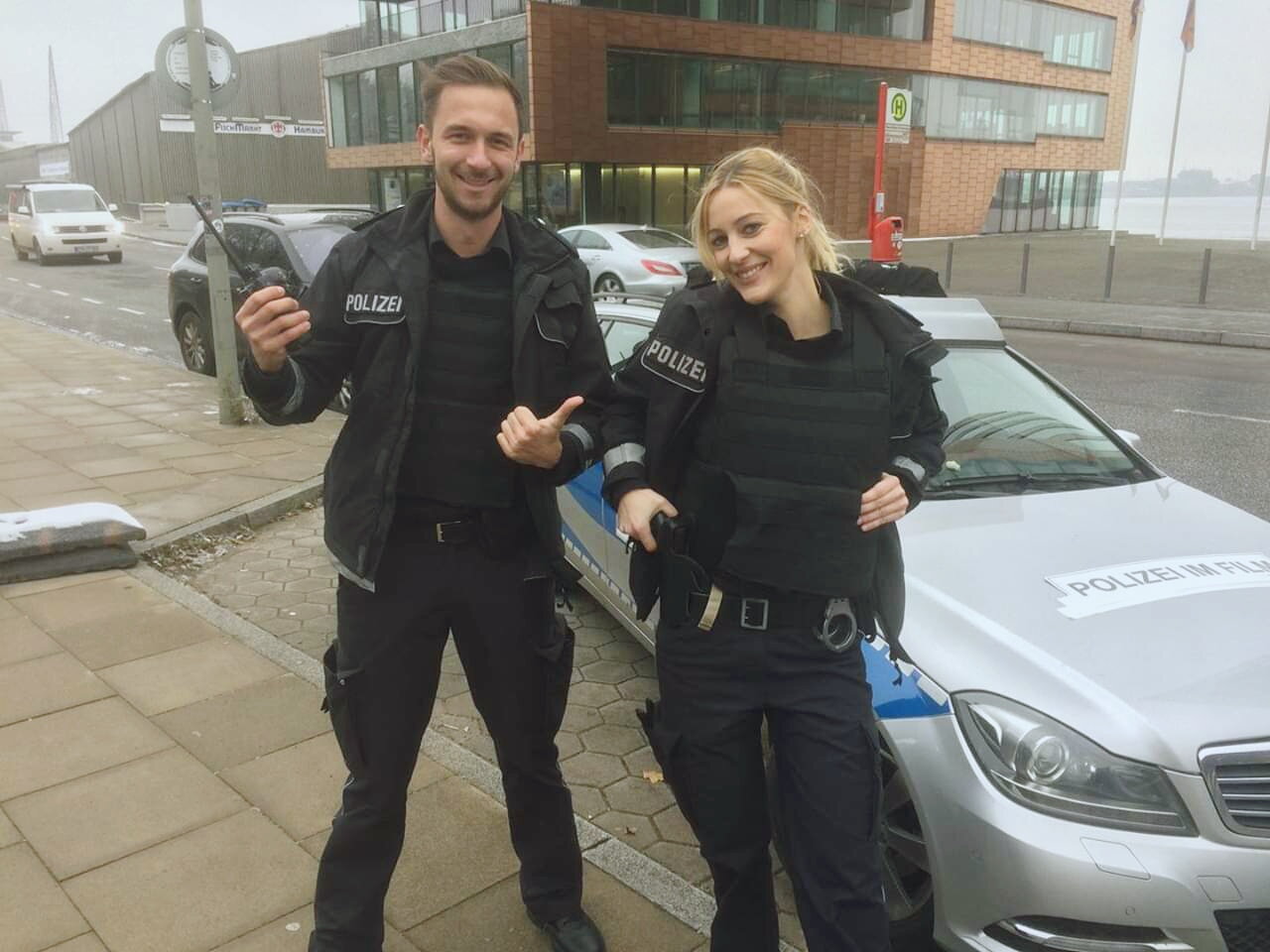
Polizeiteam Sofia Nowak und Moritz Wegner aus die Wache Hamburg

Nadine Heinrich, Polizeihauptkommissarin, ist auf der Wache Ansprechpartner für ihre Kollegen, für die sie immer ein offenes Ohr hat. Sie war zuvor in Berlin und hat die Stadt aus persönlichen Gründen verlassen. Gern verbringt sie ihre Freizeit mit Freundinnen und beim Shoppen.
Frank Köhler, Polizeioberrat, leitet die Dienststelle, wobei er besonderen Wert auf Treue, Ehrlichkeit und Verlässlichkeit legt. Er ist verheiratet und hat zwei Söhne, was auch einen Großteil seine Freizeit bestimmt. Er war 4 Jahre als Polizeiausbilder in Afghanistan.
Olaf Kretschmer, Polizeioberkommissar, gehört zum „Urgestein“ der Wache. Er kümmert sich in fast väterlicher Manier um seine Kollegen. Frau und Kind sind ihm sehr wichtig. 
Sofia Nowak, Polizeimeisterin, ist seit vier Jahren bei der Polizei. Meist fährt sie mit dem Kollegen Moritz Wegner Streife, man trifft sich auch mal nach Dienstschluss. Die junge Beamtin ist bereits geschieden, was ihr Verhältnis zu Männern mit bestimmt.  
Kai Sebastian „Basti“ Petersen, Polizeiobermeister, ist meist am Empfang der Wache zu finden, einer wichtigen Schnittstelle zwischen Bürgern, die die Wache aufsuchen, und den Kollegen. Petersen wollte schon von jeher Polizist werden. Privat ist es bisher bei Flirts geblieben.     
Tom Richter, Polizeiobermeister, ist ein Workaholic, für den seine Arbeit mehr als nur ein Job ist. Meist fährt er mit seiner Kollegin Selin Sanders Streife. Privat trifft er sich gern mit Freunden und geht regelmäßig ins Fitnessstudio.
Selin Sanders, Polizeiobermeisterin, kommt ursprünglich aus Düsseldorf. Mit dem Kollegen Tom Richter bildet sie ein Team. Die junge Frau hat sich ganz bewusst nach Hamburg versetzen lassen. 
Lena Schäfer, Polizeimeisterin, die ihre Ausbildung erst vor kurzem beendet hat, ist die Jüngste in der Wache und geht sehr motiviert an ihre Aufgaben heran. Meist ist sie mit dem Kollegen Alex Sommer auf Streife. 
Alex Sommer, Polizeioberkommissar, gilt auf der Wache als der schöne Ehrgeizige. Meist befindet er sich zusammen mit Kollegin Lena Schäfer auf Streife. Er interessiert sich für Sport und Mode und legt Wert darauf, stets gut auszusehen.
Luca Stein, Polizeiobermeister, ist der Player der Hamburger Wache, Kollege Kretschmer meist sein Partner auf Streife. Stein ist echter Hamburger und gern mit Freunden unterwegs, auch um Frauen kennenzulernen. Fürsorglich kümmert er sich um seinen Opa. 
Moritz Wegner, Polizeiobermeister, arbeitet überwiegend mit Kollegin Sofia Nowak im Team. Bei Frauen kommt er gut an, da er sehr charmant sein kann. Manchmal neigt er zu Rechthaberei. Sport und Meditation bestimmen einen Teil seiner Freizeit.